# Platymantis cryptotis
Platymantis cryptotis là một loài ếch trong họ Ranidae. Chúng là loài đặc hữu của Tây Papua, Indonesia.
Các môi trường sống tự nhiên của chúng là rừng ẩm vùng đất thấp nhiệt đới hoặc cận nhiệt đới, vườn nông thôn, và rừng trước đây suy thoái nghiêm trọng.